# One More Light
One More Light is het zevende studioalbum van de Amerikaanse rockband Linkin Park. Het album kwam uit op 19 mei 2017 onder het label Warner Bros. en Machine Shop. Dit is het laatste album dat de band uitbracht voor de dood van leadzanger Chester Bennington op 20 juli 2017.
Het album werd tussen september 2015 en februari 2017 in meerdere studio's opgenomen. Bandleden Brad Delson en Mike Shinoda waren hierbij de voornaamste producers. De sound van One More Light wordt beschreven als pop, waarbij ze het alternative metal-genre van hun vorige album The Hunting Party (2014) achter zich lijken te laten. One More Light bevat vocalen van Pusha T, Stormzy en Kiiara, en samenwerking op het gebied van productie- en songwriting met Julia Michaels, Justin Tranter, Ross Golan, Andrew Goldstein, blackbear en Eg White. Het album is tevens het eerste album dat een gelijknamige titelsong heeft, omdat de band vond dat het nummer "One More Light" het hart van het album was.
De leadsingle van het album, "Heavy", is uitgebracht op 16 februari 2017. "Battle Symphony", "Good Goodbye" en "Invisible" zijn daarnaast ook uitgebracht ter promotie van het album. "Talking to Myself" en "One More Light" zijn naderhand als radiosingles uitgebracht.
Het album is in meerdere landen binnengekomen op nummer één en werd hiermee het vijfde nummer één-album van de band in de Billboard 200. De plaat behaalde de gouden status in drie landen, en zilver in het Verenigd Koninkrijk. Desondanks kreeg het veel kritiek van zowel critici als fans te verduren, tot woede van Bennington.
Emily Armstrong · Chester Bennington · Rob Bourdon · Colin Brittain · Brad Delson 
Dave Farrell · Joe Hahn · Scott Koziol · Mike Shinoda · Mark Wakefield